# Мозирське підземне сховище газу
Мозирське підземне сховище газу — підземне сховище газу поблизу м. Мозир у Білорусі. У Білорусі є ще два сховища газу — Осиповське і Пригубське. У складі сховища понад 15 окремих резервуарів. Станом на 2022 рік сховище вміщає 700 млн м3 газу.
Рішення про будівництво Мозирського підземного сховища газу було прийняте у 2005 році. Станом на 2020-і роки це одне з найсучасніших сховищ газу в Європі. Основне призначення газосховища — покриття пікових навантажень по газу у Гомельській області та в Білорусі в цілому а також підтримка транзиту газу в різних напрямках. Родовище створено, зокрема, у Мозирській соляно-купольній структурі.